# Learco
Learco (en griego, Λέαρχος) es un personaje de la mitología griega, hijo de Atamante, rey de Beocia, y de Ino.
Su hermano es Melicertes.

## Mito
Fue asesinado por su padre, que había enloquecido por una maldición de Hera como castigo por haber acogido y criado a Dioniso, el hijo ilegítimo de Zeus con Sémele, hermana de Ino.
El padre, cegado por la locura, cambió al pequeño Learco por un cachorro de león (o según otras versiones por un ciervo) y lo mató, mientras que su madre se arrojó desde un acantilado con su hijo Melicertes. Ovidio insiste en algunos detalles patéticos de su historia, como que el niño extendió espontáneamente sus brazos hacia su padre para abrazarlo, sin saber que estaba loco y quería matarlo.
Dante cita su historia como un ejemplo de locura en el Infierno: Canto Trigésimo.